# Voluspa Jarpa
Voluspa Jarpa (Rancagua, 1971) es una artista chilena. En 2019 representó a Chile en la 58° Bienal de Arte de Venecia.

## Biografía
Tras vivir en Paraguay y Brasil, Jarpa volvió a Chile en 1988, donde estudió en la Facultad de Arte de la Universidad de Chile. En 1996 realizó el Magíster en Artes Visuales en la Escuela de Postgrado de la misma casa de estudios y posteriormente cursó el Magíster en Artes de la Universidad Católica, donde se desempeña como docente.

## Trayectoria
Voluspa Jarpa se dedica a las artes visuales, iniciando su carrera artística en la pintura, su obra explora en las nociones de archivo, memoria y la conceptualización del trauma social.Utiliza como fuentes panfletos misóginos del siglo XIX, publicaciones sobre la histeria, estudios sobre la exposición de personas en zoológicos humanos, archivos desclasificados de la dictadura, entre otros materiales de carácter histórico, atendiendo en las maneras de construcción del régimen hegemónico.
Entre 1992 y 1994 trabajó con la artista Natalia Babarovic en el mural El sitio de Rancagua, encargado por la Empresa de los Ferrocarriles del Estado para el hall de la estación de trenes de aquella ciudad.
Junto a la gestora Ana María Fernández y los artistas Cristián Silva Soura, Mónica Bengoa, Ignacio Gumucio y Mario Navarro, participó desde 1996 en Muro Sur Artes Visuales, un espacio de exhibición y difusión del arte contemporáneo chileno especializado en la producción de artistas emergentes de aquella década.
Desde entonces ha participado en bienales como la Bienal de La Habana en 1996 con la obra Santiago-La Habana-Serie de Eriazos; la Bienal de Shanghái de 2003 con el Proyecto N11; la octava Bienal del Mercosur en 2011 con la obra No_historia y la 12° Bienal de Estambul con la obra La Biblioteca de la No-Historia.
Desde 2011 desarrolla la obra La biblioteca de la No-Historia, donde trabaja con los archivos desclasificados por los organismos de Inteligencia de Estados Unidos sobre Chile y posteriormente sobre América Latina. Esta obra ha sido presentada desde ese mismo año en distintos países, incluyendo la primera exhibición individual en un museo latinoamericano a cargo del Museo de Arte Latinoamericano de Buenos Aires con el proyecto En nuestra pequeña región de por acá
En 2012 recibió el Premio Illy en la Feria Internacional de Arte de Madrid (Arco) por la obra Minimal Secret y en 2014 es finalista del Prix Meurice de París. Dos años más tarde, participó la 31.ª Bienal de Sâo Paulo con la obra Historias de Aprendizaje que viaja al Museo Serralves de Porto en 2015. En 2016 fue distinguida con el Premio a la Creación Artística de la Pontificia Universidad Católica de Chile.
Con el proyecto de investigación "Altered Views", en 2019 representó a Chile en la 58° Bienal de Arte de Venecia bajo la curaduría del español Agustín Pérez Rubio.  Al año siguiente ganó la primera edición del Premio Julius Baer a las artistas latinoamericanas, otorgado por la fundación homónima.
En 2023 participó con el proyecto Sindemia en la XVI Bienal de Cuencaen Ecuador, bajo la curadoría de Ferran Barenblit, donde obtuvo uno de los premios otorgados por el jurado.
En 2024 fue reconocida como una de las 50 personas chilenas más creativas por la Forbes en su edición local.

## Premios y reconocimientos
- 2006: Premio de Arte Joven, otorgado por el Museo de Artes Visuales de Santiago.
- 2008: Premio del Círculo de Críticos de Arte de Santiago por la obra Plaga.
- 2012: Premio Illy en la Feria Internacional de Arte de Madrid por la obra Minimal Secret
- 2014: Finalista del Prix Meurice de París.
- 2016: Premio a la Creación Artística Universidad Católica de Chile.
- 2020: Premio Julius Baer a las Artistas Latinoamericanas.